# Tour de Majorque (1913-1980)
Pour les articles homonymes, voir Tour de Majorque.
Le Tour de Majorque (en espagnol : Vuelta a Mallorca) est une course cycliste espagnole disputée à Majorque, dans les îles Baléares. Créé en 1913, il a ensuite eu lieu de 1932 à 1980, en connaissant plusieurs périodes d'interruption.
Le résultat de l'édition 1941 n'a pas été reconnu par la fédération espagnole, l'Unión Velocipedica Española.

## Palmarès
| Année     | Vainqueur               | Deuxième                      | Troisième           |
| --------- | ----------------------- | ----------------------------- | ------------------- |
| 1913      | Antonio Llompart        | Bartolomé Roig                | Simon Febrer        |
| 1914-1931 |                         |                               |                     |
| 1932      | José Nicolau            | Bartolomé Flaquer             | Jaime Puigserver    |
| 1933      |                         |                               |                     |
| 1934      | José Nicolau            | Vicente Bachero               | Rafael Pou          |
| 1935      | Salvador Cardona        | Vicente Bachero               | Mariano Cañardo     |
| 1936-1938 |                         |                               |                     |
| 1939      | Tomás García            | Andrés Canals                 | Juan Bover          |
| 1940      | Juan Gimeno             | Andrés Canals                 | Bartolomé Flaquer   |
| 1941      | Delio Rodríguez         | José Campama                  | Julián Berrendero   |
| 1942      | João Lourenço           | Eduardo Lopes                 | Alberto Raposo      |
| 1943-1945 |                         |                               |                     |
| 1946      | Bernardo Capó           | Jean Goldschmit               | Antonio Gelabert    |
| 1947      | Bernardo Capó           | Miguel Gual                   | Emilio Rodríguez    |
| 1948      | Bernardo Ruiz           | Bernardo Capó                 | Antonio Gelabert    |
| 1949-1951 |                         |                               |                     |
| 1952      | Antonio Gelabert        | Bernardo Ruiz                 | Miguel Gual         |
| 1953      |                         |                               |                     |
| 1954      | Francisco Alomar        | Miguel Bover                  | Federico Bahamontes |
| 1955      |                         |                               |                     |
| 1956      | Salvador Botella        | Bernardo Ruiz                 | Gabriel Company     |
| 1957-1964 |                         |                               |                     |
| 1965      | Antonio Gómez del Moral | Jaume Alomar                  | Juan Sánchez        |
| 1966      | Juan María Uribezubia   | João Roque                    | Jaume Alomar        |
| 1967      | Valentín Uriona         | Jaume Alomar                  | Ramón Mendiburu     |
| 1968      | Vicente López Carril    | Julio Jiménez                 | Willy Monty         |
| 1969      | Jan Janssen             | Juan Silloniz                 | Lino Farisato       |
| 1970      | José Antonio Pontón     | Manuel Galera                 | Rudi Altig          |
| 1971      | Miguel María Lasa       | José Antonio González Linares | José Gómez Lucas    |
| 1972      | Andrés Oliva            | Antonio Martos                | Juan Manuel Valls   |
| 1973      | Miguel María Lasa       | Antoon Houbrechts             | José Pesarrodona    |
| 1974      | Antonio Martos          | Miguel María Lasa             | Javier Elorriaga    |
| 1975-1977 |                         |                               |                     |
| 1978      | Michel Pollentier       | Freddy Maertens               | André Gevers        |
| 1979      |                         |                               |                     |
| 1980      | Roger De Vlaeminck      | Salvador Jarque               | Fons De Wolf        |